# Клепачевский сельский совет (Хорольский район)
Клепачевский сельский совет (укр. Клепачівська сільська рада) — входит в состав
Хорольского района
Полтавской области
Украины.
Административный центр сельского совета находится в 
с. Клепачи.

## Населённые пункты совета
- с. Клепачи
- с. Вергуны
- с. Иващенки